# 褐䱵屬
褐䱵屬（學名：Morwong），為日鱸目婢䱵科的一屬，

## 分類
本屬傳統上被視於廣義唇指䱵科唇指䱵屬的一個亞屬，但本屬實際上無論在基因或形態方面都與婢䱵屬更接近，所以被歸類到婢䱵科成為獨立的屬。
本屬現有2個受承認的物種，如下：
- 褐䱵 Morwong fuscus (Castelnau, 1879)：又名灰唇指䱵、褐鰭指䱵
- 染褐䱵 Morwong ephippium (McCulloch & Waite, 1916)：又名上唇指䱵、染鰭指䱵

- 染褐䱵 M. ephippium
- 褐䱵 M. fuscus